# Praskowia Żemczugowa
Praskowia Żemczugowa (ros. Прасковья Жемчугова, Прасковья Ивановна Ковалёва) (ur. 20 lipca 1767 lub w 1768, zm. 23 lutego 1803 w Petersburgu) – rosyjska śpiewaczka operowa (liryczno-dramatyczny sopran koloraturowy) i aktorka, chłopka pańszczyźniana hrabiego Nikołaja Szeremietiewa, później jego żona. 
Urodziła się w rodzinie pańszczyźnianego wiejskiego kowala jako najstarsze z jego pięciorga dzieci. Miejsce narodzin nie jest znane. Gdy miała siedem lat została wybrana do nauki śpiewu i aktorstwa na potrzeby Teatru Szeremietiewów. Oprócz umiejętności zawodowych nauczono ją także gry na klawesynie i gitarze, języków obcych i savoir-vivre. Zadebiutowała w roku 1779 na deskach Teatru Szeremietiewów w pałacu Kuskowo. Jak było w zwyczaju w tym teatrze, artyści otrzymywali od hrabiego przydomek artystyczny nawiązujący do nazw kamieni ozdobnych. Praskowia, dotąd zwana Kowalowa, otrzymała w ten sposób przydomek Żemczugowa (od żemczug - perła). Karierę śpiewaczki zakończyła w roku 1797, zdążyła jeszcze wystąpić w tym roku w operze w nowej siedzibie Teatru Szeremietiewów w pałacu Ostankino, na której był widzem m.in. Stanisław Poniatowski. W 1798 hrabia Nikołaj Szeremietiew wyzwolił ją, a w 1801 potajemnie ożenił się z nią w moskiewskiej cerkwi św. Symeona Słupnika. W 1803 r. urodził im się syn Dmitrij, jednak Praskowia, która już wcześniej chorowała na gruźlicę, zmarła w wyniku gorączki połogowej. Pochowano ją na cmentarzu Łazarza Ławry Aleksandra Newskiego w Petersburgu.
W jej repertuarze było ok. 50 partii operowych, w tym oper komediowych. 
Z losem Praskowi Żemczugowej wiązana jest popularna ludowa pieśń "Wieczor pozdno iz lesoczku..." (Вечор поздно из лесочку...), która występuje w licznych wariantach i opowiada o spotkaniu wiejskiej dziewczyny z jej właścicielem i późniejszym ich ślubie. Część autorów przypisuje autorstwo pieśni samej Praskowi. 
Upamiętnienie
- Ku pamięci zmarłej żony i z jej inicjatywy Nikołaj Szeremietiew ufundował w Moskwie dom opieki wraz ze szpitalem[19]. Zakład ten był później dodatkowo bogato uposażony przez syna Praskowi - Dmitrija[20].
- W 1872 wydano biografię Praskowi autorstwa Piotra Bessonowa pt. Прасковья Ивановна графиня Шереметева: Ее нар. песня и родное ее Кусково. Moskwa[21].
- W muzeum pałacu Kuskowo w 2018 zorganizowano wystawę czasową poświęconą Praskowi Żemczugowej[22].
- W Moskwie znajdują się dwie ulice nazwane imieniem śpiewaczki: aleja Żemczugowoj (аллея Жемчуговой) w rejonie pałacu Kuskowo oraz Praskowina ulica (Прасковьина улица) koło pałacu Ostankino[23].